# رولاند ولسي
رولاند ولسي (بالإنجليزية: Roland Woolsey)‏ هو لاعب كرة قدم أمريكية أمريكي، ولد في 11 أغسطس 1953 في بروفو في الولايات المتحدة.

## وصلات خارجية
- رولاند ولسي على موقع مرجع كرة القدم المحترفة.كوم (الإنجليزية)